# Bronisław Knaster

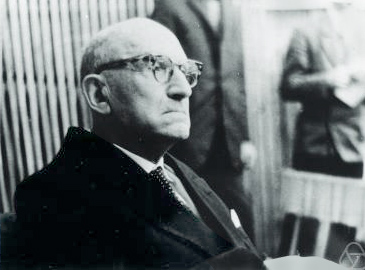
Bronisław Knaster

Bronisław Knaster (22 de mayo de 1893 en Varsovia — 3 de noviembre de 1980 en Breslavia) fue un matemático polaco. 
Knaster se doctoró en 1923 con Stefan Mazurkiewicz en Varsovia, obteniendo su habilitación dos años después. Después de pasar algunos años en Italia, retornó a Varsovia. A partir de 1939 fue profesor de la Universidad de Lwów. En 1945 pasó a Breslavia. En 1963 se le otorgó la Condecoración Estatal de 1.ª Clase.
El campo principal de trabajo de Knaster fue la topología, campo al que hizo aportes fundamentales. Se hizo especialmente conocido a través de la construcción de ejemplos diversos con propiedades raras. Entre estos se cuentan el llamado "Continuo de Knaster", así como el seudo-arco, como primer ejemplo de un continuo no descomponible.  Lleva su nombre y el de Alfred Tarski el Teorema de Knaster-Tarski.